# Shelbyville (Tennessee)
Shelbyville is een plaats (city) in de Amerikaanse staat Tennessee, en valt bestuurlijk gezien onder Bedford County.

## Demografie
Bij de volkstelling in 2000 werd het aantal inwoners vastgesteld op 16.105.
In 2006 is het aantal inwoners door het United States Census Bureau geschat op 19.149, een stijging van 3044 (18,9%). In 2012 werd het inwonersaantal geschat op 20.598.

## Geografie
Volgens het United States Census Bureau beslaat de plaats een oppervlakte van
40,1 km², geheel bestaande uit land. Shelbyville ligt op ongeveer 245 m boven zeeniveau.

## Plaatsen in de nabije omgeving
De onderstaande figuur toont nabijgelegen plaatsen in een straal van 28 km rond Shelbyville.

## Geboren in Shelbyville
- Sondra Locke (1944-2018), actrice, filmregisseur en zangeres
- Barry Stewart (1988), basketballer